# Кадин мост
Кадин мост в центъра на село Невестино, област Кюстендил, наричан и Невестин мост, е каменен мост над река Струма.

## Архитектура
Дълъг е около 100 и широк около 5 метра. Има 5 свода, като средният е най-висок и задава заострената форма на моста, изграден от големи дялани гранитни блокове. Във всяка от колоните е оставен по един прозорец за оттичане на водата при пълноводие. Застлан е с големи гранитни плочи. От същия камък са и зиданите перила. Архитектурата му е смесица от антични средновековни и ренесансови форми.
Кадин мост се счита за един от най-забележителните паметници на строителството в България от този период и през 1968 г. е обявен за архитектурно-строителен паметник на културата от национално значение (ДВ, бр. 77/1968 г.). От моста се разкрива гледка към планината Рила, а до него има парк, с места за отдих, почивка и риболов. Мостът е проходим за преминаване с автомобили, с ограничение на скоростта от 30 km/h.

## История
На източния парапет от южната страна на моста има гранитна плоча с издълбан надпис на арабски, от който се разбира, че строежът е станал по заповед на великия везир Исхак паша през 874 г. от Егира, т.е. през 1470 г., по време на управлението на султан Мехмед II. Няколко години по-рано пашата преминал през тези места по пътя си към Босна.
Пълният текст на каменния надпис гласи:
По високото разпореждане на Исхак паша, един от най-великите везири и благородни началници, който върши добрини с чисто душевно подбуждение, за да получи горе от създателя съответното възмездие, заповядва да се построи в тази страна този свещен мост за безплатно минаване на пътници. Нека всевишният Бог изпълни живота му с радост и веселие. Година 874.
Името „Кадин мост“ идва от турското „Кадън кюпраси“ или „Невестин мост“ и е свързано с легендите за построяването му.
Според едната строежът на моста не вървял, защото всичко, което вдигали майсторите през деня, било нощем отнасяно от буйните води на Струма. За това майсторите решили, че за успешното му довършване ще трябва да дадат курбан една от жените си; тя да бъде първата, която на заранта ще им донесе ядене. Първа дошла Струма невеста, жената на майстор Манол (Мануил) и за това тя била зазидана в основите на моста. Оттук и мостът е наречен „Невестин" – на турски „Кадън".
Според втората легенда мостът е построен по заповед на султан Мурад като сватбен подарък на една смела българска невеста. Когато тръгнал на военен поход, на това място султанът срещнал сватбари. Те не се побояли от султанските войски, а невестата се поклонила на султана. Когато той я попитал какъв дар иска, тя пожелала да се направи мост над реката. Мостът бил направен и наречен „Невестин“ или „Кадън" (по-късно видоизменено в Кадин).
Според трета легенда мостът бил изграден по настояването на местен турски съдия – на турски „кадия", и оттам получил и името си „Кадин“ мост.

## Галерия
- Кадин Мост откъм парка
- Каменният надпис на арабски език
- „Кадин мост“ 1908, художник Йозеф Обербауер